# تضخيم القضيب
تضخيم القضيب ويُشار له أحيانًا بمصطلح تكبير القضيب،(1) هي أيُ تقنيةٍ تهدفُ إلى زيادة حجم قضيبٍ الإنسان. تهدفُ بعضُ الأساليب إلى زيادة الطول الإجمالي، وبعضها إلى زيادة المُحيط (مُحيط الجزء الأسطواني)، وتهدفُ طرقٌ أخرى إلى زيادة حجم الحشفة. تتضمن التقنياتُ إجراءاتٍ جراحية، المُكملات، المراهم، الرُقع، أساليب جسدية مثل الضخ والجلقنة والشد.
قد تكون الطرق الجراحية لتضخيم القضيب فعالةً، ولكنها تنطوي على مخاطر حدوث مضاعفاتٍ، كما أنه لا يُنصح بهذه الإجراءات طبيًا إلا في الحالات العلاجية مثل صغر القضيب. أما الأساليب طفيفة التوغل فقد تلقت القليل من الدراسات العلمية، كما أنَّ معظمها يفتقر إلى الأدلة العلمية على فعاليتها، ولكن على الرغم من هذا، إلا أنَّ الأدلة العلمية المحدودة تدعم أنَّ بعض التضخم قد يحصل عن طريق الشد لفتراتٍ طويلة. قد تُؤدي بعض المنتجات الدجلية إلى تحسين انتصاب القضيب، ولكن يُخطئ المستهلكون في الظن أنها تؤدي لتضخيم القضيب.
أُجريت العديد من الدراسات حول حجم القضيب البشري، وخلصت معظمها إلا نتائج مختلفة قليلًا، إلا أنَّ الإجماع هو أنَّ متوسط طول القضيب البشري عند الانتصاب يتراوح بين 12.9-15 سم (5.1-5.9 بوصة) في الطول. كما أنَّ إحدى الدراسات المنشورة عام 1996 م وجدت أنَّ متوسط طول القضيب المرتخِ هو 8.9 سم (3.5 بوصة)، كما أنَّ مراجعةٌ أُجريت للعديد من الدراسات وجدت بأنَّ متوسط طول القضيب المرتخِ هو 9-10 سم (3.5-3.9 بوصة).

## الأساليب الجراحية

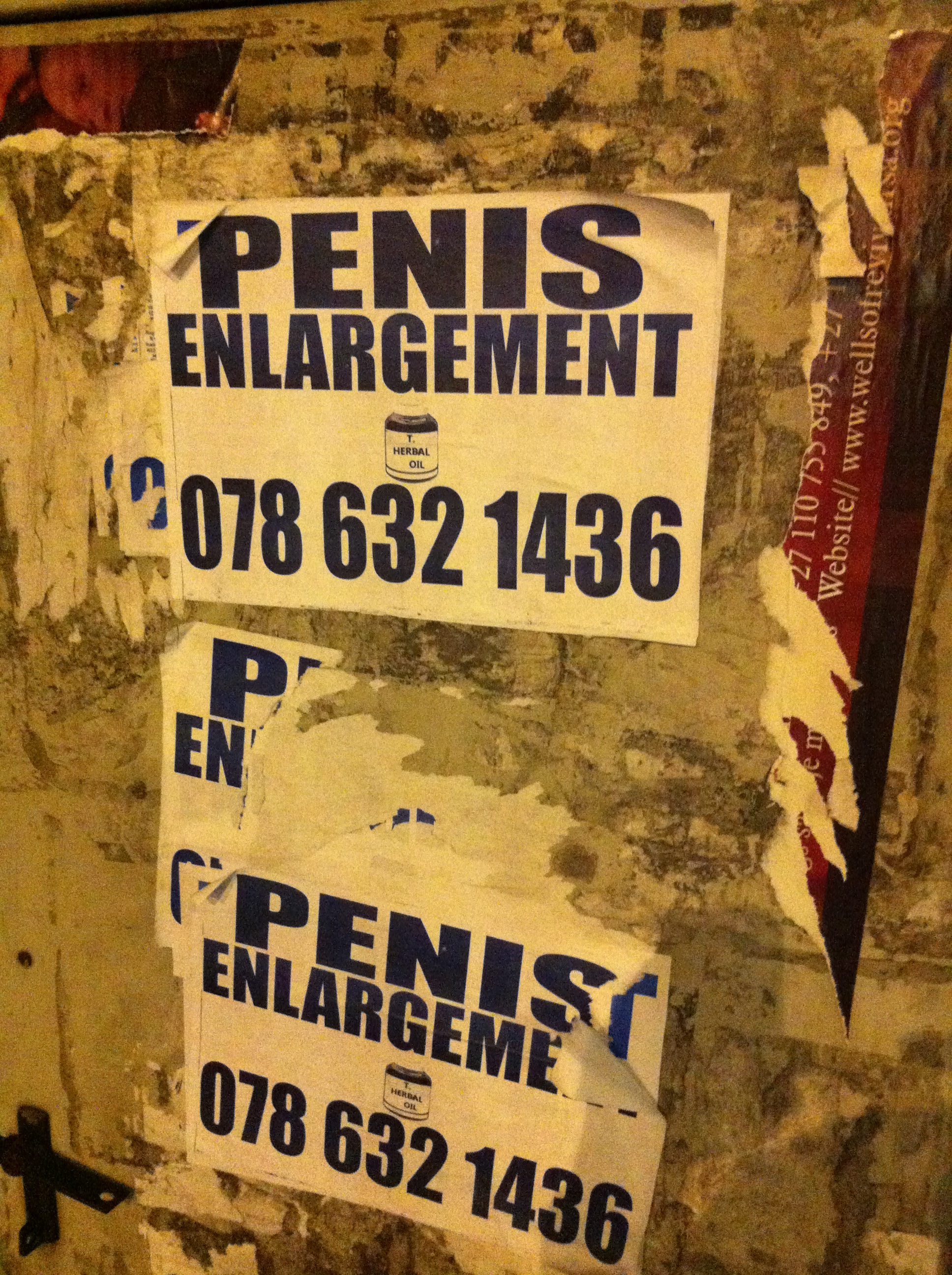
إعلان في جنوب أفريقيا حول تضخيم القضيب، حيث تُعد شائعةً هُناك

تُوجد العديد من الإجراءات الجراحية لتضخيم القضيب، وينطوي معظمها على مخاطر حدوث مضاعفاتٍ كبيرة. قد تؤدي الإجراءات التي يُجريها الجراحون غير المرخصين إلى مضاعفاتٍ خطيرة.
تشمل الطرق الجراحية لتضخيم القضيب إجراء تكبير للقضيب مع تحرير الرباط المعلق، وتتضمن عملية تكبير القضيب تطعيم أو حقن الخلايا الدهنية في القضيب. قد يؤدي حقن الخلايا الدهنية إلى تورم القضيب وتشوهه، كما قد تكون إزالة القضيب ضروريةً في بعض الحالات. قد يكون تطعيم الخلايا الدهنية في القضيب فعالةً، ولكن قد تختفي الزيادة في الحجم مع مرور الوقت. يؤدي تحرير الرباط المعلق إلى زيادة طول القضيب المرتخِ، ولكنها لا تزيد من طول القضيب المنتصب، كما قد تؤدي إلى مشاكل في الوظيفة الجنسية.
تعتبر جمعية المسالك البولية الأمريكية [الإنجليزية] (اختصارًا AUA) ومؤسسة رعاية المسالك البولية بأنَّ حقن الدهون تحت الجلد لزيادة مُحيط القضيب إجراءٌ لم يثبت أنه آمنٌ أو فعال. كما أنَّ تقسيم الرباط المعلق للقضيب بهدف زيادة طول القضيب عند البالغين هو إجراءٌ لم يثبت أنه آمنٌ أو فعالٌ أيضًا." نُشر كلا البيانين لأول مرةٍ في يناير/كانون الثاني 1994 م، وأُعيد تأكيدهما منذ ذلك الحين عدة مرات. قد تحدث عدة مضاعفات من إجراءات تضخيم القضيب، والتي تشمل التندب الذي قد يؤدي في النهاية إلى تقلص القضيب أو ضعف الانتصاب.
تتضمن العلاجات الجراحية الأخرى إجراء حقن الحشو (الفيلر) أو هلام السيليكون أو بولي ميثيل ميثاكريلات في الجلد. لم يُعتمد الحشو (الفيلر) الجلدي أيضًا من قبل إدارة الغذاء والدواء الأمريكية لاستخدامه في القضيب.
يُشكك العاملون في المجال الطبي عمومًا في تضخيم القضيب، كما يتجنبون هذه الإجراءات؛ وذلك بسبب المخاطر الكبيرة التي تنطوي عليها، إضافةً إلى الشك في فعاليتها. وجدت دراسةٌ أجريت عام 2019 في مجلة مراجعات الطب الجنسي (Sexual Medicine Reviews) أنَّ الطرق الجراحية لتضخيم القضيب عادةً ما تكون غير فعالةٍ، كما قد تُسبب أضرارًا جسدية ونفسية. وجد المؤلفون أنَّ مثل هذه العلاجات «مدعومةٌ بأدلة ضئيلة ومنخفضة الجودة... كما يجب أن يظل الحقن والجراحة خيارًا أخيرًا، وتُعد إجراءات غير أخلاقية خارج التجارب السريرية». وفقًا للدراسة فإنَّ النتائج الإجمالية للعلاج كانت ضعيفةً، مع معدلات رضا منخفضة وخطر كبير لحدوث مضاعفاتٍ كبيرة، والتي تتضمن تشوه القضيب وقصره وضعف الانتصاب.
يستعمل الأطباء الإجراءات الجراحية في حالة صغر القضيب. حيث أنَّ الإجراءات الجراحية في مثل هذه الحالات قد تُساعد في تحسين الوظيفة البولية أو الجنسية.

## المكملات
تُباع حبوب ورقع ومراهم تضخيم القضيب عبر الإنترنت، ولكنها عمومًا غير فعالةٍ.

## التقنيات الجسدية
يُوجد عدد من التقنيات الجسدية لتضخيم القضيب، وتتضمن أجهزة التمديد والأوزان المعلقة وضغط التخلية. هناك أيضًا تداخلٌ كبيرٌ بين التقنيات التي تهدف إلى تضخيم القضيب والأخرى التي تهدف إلى تحقيق أهدافٍ أخرى ذات صلة، مثل عكس العجز الجنسي أو إطالة مدة الانتصاب أو تحسين الذروة الجنسية.

### الضخ
تُعرف شعبيًا «مضخة القضيب» (بالإنجليزية: penis pump)‏، أو تُسمى «جهاز الانتصاب بالتخلية» (اختصارًا VED)، والتي تُكون ضغطًا سلبيًا يؤدي إلى التمدد وبالتالي يسحب الدم نحو القضيب. تعمل أجهزة الانتصاب بالتخلية المُعتمدة طبيًا، والتي تُعالج ضعف الانتصاب، على ضغطٍ ضمن حدٍ أقصى، في حين أنَّ المضخات التي يشتريها المستهلكون عادةً من أجل تضخيم القضيب يُمكن أن تصل إلى ضغط خطير، مما يؤدي إلى إتلاف أنسجة القضيب. يجب على الفرد بعد فك القفل المحكم للجهاز أن يقبض على قاعدة القضيب؛ وذلك بهدف الاحتفاظ بتضخم العضو، ولكنَّ القبض لأكثر من 30 دقيقة قد يُلحق ضررًا دائمًا بالقضيب ويسبب ضعفًا في الانتصاب. على الرغم من أنَّ العلاج بالتخلية قد يُعالج ضعف الانتصاب بشكلٍ كافٍ لمنع تدهور وانكماش القضيب، إلا أنَّ التجارب السريرية لم تُثبت فعاليته في تضخم القضيب.

### الجلقنة
يُعود مُصطلح «الجلقنة» إلى الأصل (بالفارسية: جلق زدن)، كما يُعد مصطلح "jelqing" تغير لغوي لاتيني للمصطلح الفارسي. يًقسم المصطلح إلى مقطعين، بادئة «جلق» وتعني الاستمناء، ولاحقة «زدن» وتعني الخبط أو الضرب أو الهز. تُجرى الجلقنة على القضيب عند مرحلة النصف من انتفاخه، حيث تُعد تلاعبًا يدويًا بالضغط المُتزامن وضرب الجزء الأسطواني من القاعدة إلى إكليل الحشفة [الإنجليزية]. تُسمى هذه الطريقة أيضًا «الحَلب»، ولها أصولٌ عربية قديمة. لا تُوجد أدلة طبية حول فعالية هذه الطريقة، وذلك على الرغم من وجود العديد من التقارير القصصية حول نجاح هذه الطريقة. كما أنَّ الصحفيين يرفضون هذه الطريقة باعتبارها غير قابلة للتصديق حيويًا، أو حتى مستحيلة، وإن كان من غير المحتمل أن تلحق ضررًا خطيرًا بالقضيب. إلا أنَّ استعمالها بإفراطٍ أو بشكلٍ قاسٍ قد يؤدي إلى حدوث تمزقٍ أو تندب أو تشويه في القضيب، وأحيانًا قد تُزيل تحسسه.

### الشد

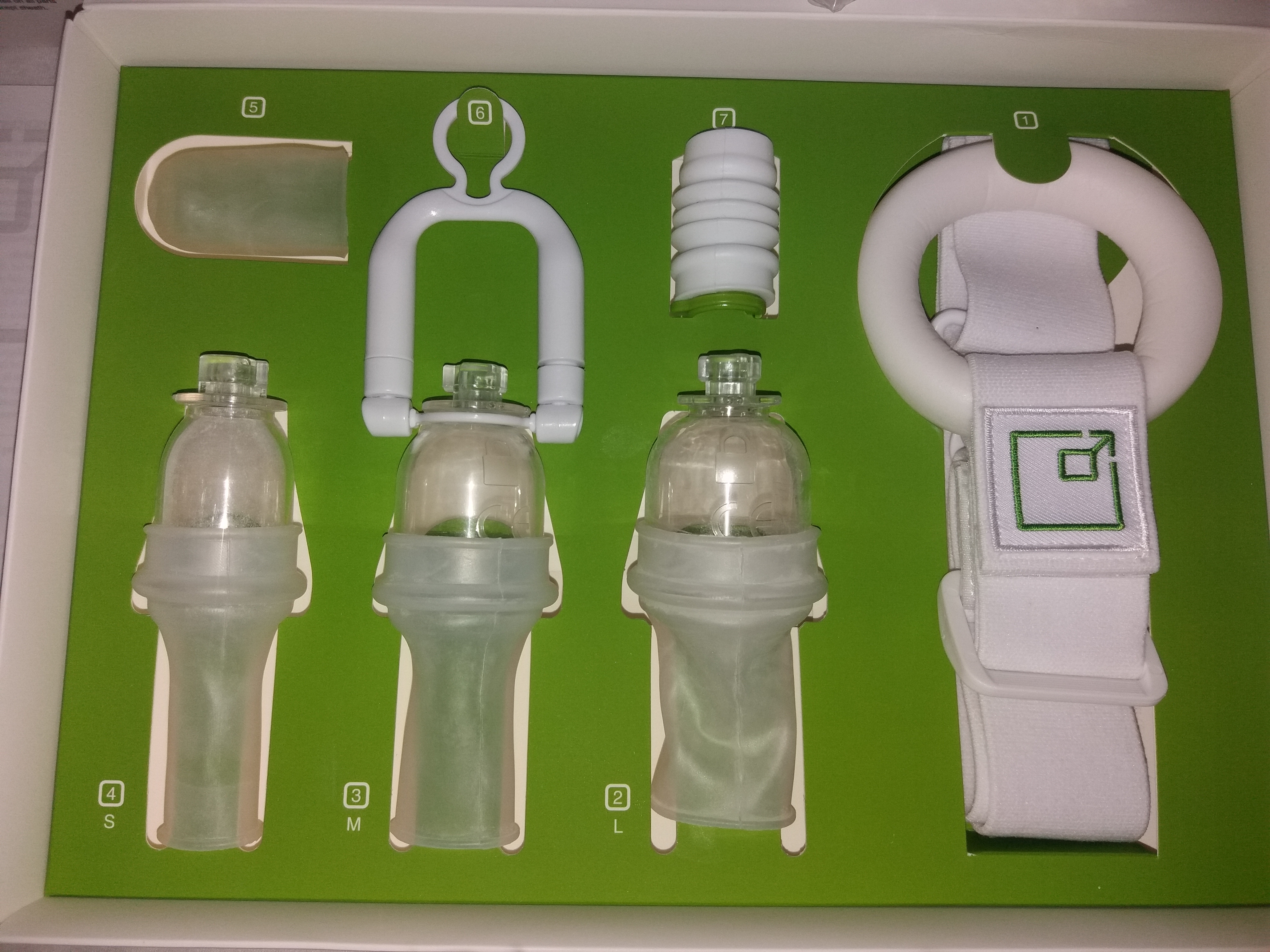
نوعٌ واحد من أجهزة الشد

يُعد الشد أسلوبًا غير جراحيٍ لإطالة القضيب، وذلك باستخدام أجهزة تشُد حشفة القضيب لفتراتٍ زمنية طويلة. منذ عام 2013، تُركز غالبية الدراسات التي تبحث في استخدام شد القضيب على علاج انحناء وانكماش القضيب نتيجةً لمرض بيروني، وذلك على الرغم من وجود بعض المُؤلفات حول التأثيرات على الرجال ذوي القضيب القصير.
تدعم الأدلة العلمية أنَّ بعض الاستطالة قد تحدث عن طريق الشد لفتراتٍ طويلة. ولكن على الرغم من هذا، إلا أنَّ هناك أيضًا دراسات طبية تشير إلى أن تأثيرات الإطالة قد تكون ضئيلة.

## الثقافة والمجتمع
يُشير بعض الأطباء أنَّ معظم الرجال الذين يسعون لتضخيم القضيب يمتلكون حجمًا طبيعيًا للقضيب، ولكن يُعاني كثيرٌ منهم من رهاب التشوه القضيبي (بالإنجليزية: penile dysmorphophobia)‏، وذلك عبر استصغار حجم قضيبهم مع المبالغة في تقدير المتوسط الطبيعي لحجم القضيب.
رُوجَّ بشكلٍ مُتكرر للمنتجات للمزعوم تضخيمها للقضيب عبر البريد الإلكتروني العشوائي في أواخر تسعينيات القرن العشرين وأوائل القرن الحادي والعشرين. عُرض في عام 2003 ملف سجل من موقع تجارة إلكترونية يستخدمه أحد مرسلي البريد العشوائي عن طريق الخطأ على شبكة الإنترنت العامة، حيث أظهر أنهم تلقوا حوالي 6,000 طلب لمنتجهم المُكمل العُشبي «بيناكل» (Pinacle) في غضون أربعة أسابيع، وكانت مُعظم الطلبات بقيمة 100 دولار من المنتج. قالت لجنة التجارة الفيدرالية الأمريكية في ذلك الوقت أنه «لا يُوجد دليلٌ على أنَّ الحبوب تعمل كما هو معلنٌ عنه».
في الفيتنام عام 2013، حاول العديد من الرجال الفيتناميين تضخيم القضيب عبر حقن السيليكون السائل فيه. نُقلوا جميعًا إلى المستشفى بسبب مضاعفاتٍ تضمنت الالتهابات والنخر والأورام والتورمات والتشوهات والضعف الجنسي.

## آراء الأديان

### الإسلام
تختلف حكم تضخيم القضيب عند علماء المسلمين حسب الوسيلة المستخدمة في التضخيم، فإمَّا أن يكون وفق طرق طبيعية دون أي تدخل جراحي، وإمَّا عن طريق تدخل جراحي. فأجاز العلماء أن يكون وفق طرق طبيعية دون أي تدخل جراحي سواء عن طريق تناول الأدوية، أو الأعشاب، أو القيام ببعض التمارين، أو أجهزة خارجية، بشرط أن لا يترتب على ذلك ضرر، وألا يكون بدافع الشهوة، مع اجتناب مس الذكر باليد اليمنى. وأضاف البعض شرط عدم كشف العورة أو الاستعانة بمن لا يحل له النظر إليها. ويعتمد علماء المسلمين في فتواهم على أن الأصل في الأشياء الإباحة ما لم يرد دليل يفيد التحريم، ولا دليل يمنع من الاستعانة بالطرق الطبيعية التي قد تنفع في تكبير العضو الذكري بالشروط المتقدمة.
وأمَّا إن كان بطريقة جراحية؛ فإنْ كان قد حدث للقضيب حادثةٍ، أو عرَضٍ مرَضي، أو خطأ نتَج أثناء الختان، أو كان صغيرًا صِغرًا فاحشًا خارجًا عن حدِّ الاعتدال، فأجاز بعض العلماء إجراء عمليّة لإعادة القضيب إلى الحال الطبيعيّة، على ما يقرِّره الأطبّاء المختصُّون. أمَّا إن كان الغرَض من إجراء هذه العمليَّة هو مجرَّد التَّحسين، فقالوا بعدم جواز ذلك. وأفتى المُفتون بعدم الجواز لسببين؛ الأول أن العمليات الجراحية لتكبير العضو الذكري تستلزم كشف العورة المغلظة ولمسها دون حاجة أو ضرورة تدعو لذلك، وهو محرم؛ لقول الله: ﴿وَالَّذِينَ هُمْ لِفُرُوجِهِمْ حَافِظُونَ ۝٥ إِلَّا عَلَى أَزْوَاجِهِمْ أَوْ مَا مَلَكَتْ أَيْمَانُهُمْ فَإِنَّهُمْ غَيْرُ مَلُومِينَ ۝٦ فَمَنِ ابْتَغَى وَرَاءَ ذَلِكَ فَأُولَئِكَ هُمُ الْعَادُونَ ۝٧﴾ [المؤمنون:5–7]. والثاني أنه يعرض الجسم للجراحة والخطر دون ضرورة، فيمنع للقاعدة الفقهية درء المفاسد مُقدَّم على جلب المصالح.

### المسيحية
يجادل بعض المُفكرين المسيحيين في كون زيادة حجم القضيب غير الضرورية قد تكون مخالفةً لتعاليم المسيحية واتباعًا للشهوة، يقول بولس في الرسالة الأولى إلى تيموثاوس: «أَمَّا الشَّهَوَاتُ الشَّبَابِيَّةُ فَاهْرُبْ مِنْهَا، وَاتْبَعِ الْبِرَّ وَالإِيمَانَ وَالْمَحَبَّةَ وَالسَّلاَمَ مَعَ الَّذِينَ يَدْعُونَ الرَّبَّ مِنْ قَلْبٍ نَقِيٍّ.» (2 تيموثاوس 2:22). وأن محاولات تكبير القضيب قد تسبب حالات طبية خطيرة، بعضها لا رجعة فيه وبعضها ليست فعالة. ويجادل البعض بأنَّ الرب خلق الإنسان على صورة رائعة لا تنقصها شيء ولا تحتاج للتعديل: «أَحْمَدُكَ مِنْ أَجْلِ أَنِّي قَدِ امْتَزْتُ عَجَبًا. عَجِيبَةٌ هِيَ أَعْمَالُكَ، وَنَفْسِي تَعْرِفُ ذلِكَ يَقِينًا». (مزامير 139: 14) وألا ينبغي لأحد أن يقارن نفسه بشخص آخر، أما إن كان الشخص لديه مشاكل جنسية فعليه أن يسعى للحصول على المشورة الطبية والروحية المهنية المناسبة.

## الهوامش
- «1»: تضخيم القضيب[ar 6] (بالإنجليزية: Penis enlargement)‏ ويُشار له أحيانًا بمصطلح تكبير القضيب[ar 7]، حيث أنَّ «التَّكْبير: مصدر كبر، جعل الشيء ضخمًا كبيرًا».[ar 8]

### باللغة الإنجليزية
1. 1 2  Oderda، Marco؛ Gontero، Paolo (2011). "Non-invasive methods of penile lengthening: Fact or fiction?". BJU International. ج. 107 ع. 8: 1278––82. DOI:10.1111/j.1464-410X.2010.09647.x. PMID:20868389.
2. 1 2  Wessells، Hunter؛ Lue، Tom F؛ McAninch، Jack W (1996). "Penile Length in the Flaccid and Erect States: Guidelines for Penile Augmentation". The Journal of Urology. ج. 156 ع. 3: 995–7. DOI:10.1016/S0022-5347(01)65682-9. PMID:8709382.
3. ↑  Chen، J؛ Gefen، A؛ Greenstein، A؛ Matzkin، H؛ Elad، D (2001). "Predicting penile size during erection". International Journal of Impotence Research. ج. 12 ع. 6: 328–33. DOI:10.1038/sj.ijir.3900627. PMID:11416836.
4. ↑  "ANSELL RESEARCH – The Penis Size Survey". أنسيل. مارس 2001. مؤرشف من الأصل في 2022-03-17. اطلع عليه بتاريخ 2006-07-13.
5. ↑  Wylie، Kevan R؛ Eardley، Ian (2007). "Penile size and the 'small penis syndrome'". BJU International. ج. 99 ع. 6: 1449–55. DOI:10.1111/j.1464-410X.2007.06806.x. PMID:17355371.
6. ↑  Levine، LA؛ Becher، E؛ Bella، A؛ Brant، W؛ Kohler، T؛ Martinez-Salamanca، JI؛ Trost، L؛ Morey، A (أبريل 2016). "Penile Prosthesis Surgery: Current Recommendations From the International Consultation on Sexual Medicine". The Journal of Sexual Medicine. ج. 13 ع. 4: 489–518. DOI:10.1016/j.jsxm.2016.01.017. PMID:27045255.
7. ↑  Blatchford، Christie (2 مايو 2001). "The beauty butchers". National Post. مؤرشف من الأصل في 2019-07-07. اطلع عليه بتاريخ 2014-07-14.
8. ↑  Neligan، Peter C.، المحرر (2013). Plastic Surgery (ط. 3d). Elsevier Health Sciences. ج. 6. ص. 657. ISBN:978-1-4377-1733-4. مؤرشف من الأصل في 2022-04-07.
9. 1 2  Barrell، Amanda (12 يناير 2020). "Does penis enlargement work? Methods and effectiveness". الأخبار الطبية اليوم (موقع). مؤرشف من الأصل في 2019-05-09. اطلع عليه بتاريخ 2020-03-01.
10. 1 2  "Penile Augmentation Surgery". American Urological Association (بالإنجليزية). Archived from the original on 2022-01-21. Retrieved 2020-03-01.
11. ↑  Nugteren HM, Balkema GT, Pascal AL, Schultz WC, Nijman JM & van Driel MF (2010). "Penile enlargement: From medication to surgery". Journal of Sex & Marital Therapy. ج. 36 ع. 2: 118–23. DOI:10.1080/00926230903554453. PMID:20169492. S2CID:39984361.
12. 1 2  Vardi، Yoram (2006). "Is penile enlargement an ethical procedure for patients with a normal-sized penis?". European Urology. ج. 29 ع. 4: 609–611. DOI:10.1016/j.eururo.2005.12.053. PMID:16439051. مؤرشف من الأصل في 2012-04-15.
13. ↑  Shamsodini، Ahmad؛ Al-Ansari، Abdulla A.؛ Talib، Raidh A.؛ Alkhafaji، Haidar M.؛ Shokeir، Ahmed A.؛ Toth، Csaba (ديسمبر 2012). "Complications of penile augmentation by use of nonmedical industrial silicone". The Journal of Sexual Medicine. ج. 9 ع. 12: 3279–3283. DOI:10.1111/j.1743-6109.2011.02563.x. ISSN:1743-6109. PMID:22145947.
14. ↑  Fukuda، Hidetsugu؛ Endo، Hiromi؛ Katsuzaki، Jyoji؛ Mukai، Hideki (1 أغسطس 2016). "Development of nodules on the glans penis due to hyaluronic acid filler injection". European Journal of Dermatology. ج. 26 ع. 4: 416–417. DOI:10.1684/ejd.2015.2600. ISSN:1952-4013. PMID:26081014. S2CID:41634996.
15. ↑  Health, Center for Devices and Radiological. "Dermal Fillers (Soft Tissue Fillers)". www.fda.gov (بالإنجليزية). Archived from the original on 2018-09-08. Retrieved 2018-03-14.
16. ↑  R. Morgan Griffin (2010). "Penis enlargement: Does it work?". WebMD. مؤرشف من الأصل في 2021-05-07. اطلع عليه بتاريخ 2011-07-28.
17. 1 2  Ratan-NM (9 يوليو 2020). "Penis enlargement surgery ineffective and potentially dangerous". News-Medical.net. مؤرشف من الأصل في 2022-01-27.
18. ↑  G، Kashmira؛ EDT، er On 5/10/19 at 6:55 AM (10 مايو 2019). "Penis enlargements are "ineffective and risky" and leave men at mercy of charlatans, study finds". Newsweek. مؤرشف من الأصل في 2022-04-21.{{استشهاد ويب}}:  صيانة الاستشهاد: أسماء عددية: قائمة المؤلفين (link)
19. 1 2  Campbell، J؛ Gillis، J (فبراير 2017). "A review of penile elongation surgery". Transl Androl Urol. ج. 6 ع. 1: 69–78. DOI:10.21037/tau.2016.11.19. PMC:5313298. PMID:28217452.{{استشهاد بدورية محكمة}}:  صيانة الاستشهاد: دوي مجاني غير معلم (link)
20. ↑  Nugteren، Helena M.؛ Balkema، G. T.؛ Pascal، A. L.؛ Schultz، W. C. M. Weijmar؛ Nijman، J. M.؛ van Driel، M. F. (2010). "Penile enlargement: from medication to surgery". Journal of Sex & Marital Therapy. ج. 36 ع. 2: 118–123. DOI:10.1080/00926230903554453. ISSN:1521-0715. PMID:20169492. S2CID:39984361.
21. ↑  Stein، MJ؛ Lin، H؛ Wang، R (فبراير 2014). "New advances in erectile technology". Theraputic Advances in Urology. ج. 6 ع. 1: 15–24. DOI:10.1177/1756287213505670. PMC:3891291. PMID:24489605.
22. ↑  Qian، SQ؛ Gao، L؛ Wei، Q؛ Yuan، J (مايو–يونيو 2016). "Vacuum therapy in penile rehabilitation after radical prostatectomy: Review of hemodynamic and antihypoxic evidence". Asian Journal of Andrology. ج. 18 ع. 3: 446–51. DOI:10.4103/1008-682X.159716. PMC:4854102. PMID:26289397.
23. ↑  Daniel Engber, "Do penis pumps work?" نسخة محفوظة 1 آب 2018 على موقع واي باك مشين., Slate, 29 Jun 2006.
24. ↑  Lehrfeld، T.؛ Lee، D. I. (2009). "The role of vacuum erection devices in penile rehabilitation after radical prostatectomy". International Journal of Impotence Research. ج. 21 ع. 3: 158–164. DOI:10.1038/ijir.2009.3. PMID:19225465.
25. ↑  Kweon Sik Min, ch 20 "Penile traction therapy (penile lengthening device)", in Nam Cheol Park, Sae Woong Kim & Du Geon Moon, eds, Penile Augmentation (Springer, 2016), p 162. نسخة محفوظة 2021-09-26 على موقع واي باك مشين.
26. ↑  Sarah L Hecht & Jason C Hedges, ch 13 "Vacuum therapy for erectile dysfunction", in Tobias S Köhler & Kevin T McVary, eds, Contemporary Treatment of Erectile Dysfunction: A Clinical Guide, 2nd edn (Humana Press, 2016), p 181. نسخة محفوظة 2021-09-27 على موقع واي باك مشين.
27. ↑  Salvini، Mike (12 أبريل 2005). "Size matters". صالون (موقع إنترنت). مؤرشف من الأصل في 2021-06-12. اطلع عليه بتاريخ 2013-01-06.
28. ↑  Wylie، Kevan R.؛ Eardley, Ian (1 يونيو 2007). "Penile size and the ?small penis syndrome?". BJU International. ج. 99 ع. 6: 1449–1455. DOI:10.1111/j.1464-410X.2007.06806.x. PMID:17355371.
29. 1 2  Mayo Clinic staff. "Penis-enlargement products". مايو كلينك. مؤرشف من الأصل في 2019-07-31. اطلع عليه بتاريخ 2013-01-06.
30. 1 2  Wanjek، Christopher (20 فبراير 2007). "Penis enlargement products come up short". livescience.com. Tech Media Network. مؤرشف من الأصل في 2021-12-11. اطلع عليه بتاريخ 2013-01-06.
31. ↑  Johanson، Sue (2011). "Jelqing". Talk Sex with Sue Johanson. مؤرشف من الأصل في 2021-04-21. اطلع عليه بتاريخ 2013-06-14.
32. ↑  Eric C، Geralb B (فبراير 2013). "Penile traction therapy and Peyronie's disease: a state of art review of the current literature". Ther Adv Urol. ج. 5 ع. 2: 59–65. DOI:10.1177/1756287212454932. PMC:3547530. PMID:23372611.
33. ↑  Mustafa Faruk Usta & Tumay Ipecki, "Penile traction therapy for Peyronie’s disease—what’s the evidence?" نسخة محفوظة 29 نيسـان 2021 على موقع واي باك مشين., Transl Androl Urol., 2016 Jun;5(3):303–309.
34. ↑  Herrman، John (20 أغسطس 2019). "Is Spam Trying to Tell Us Something?". The New York Times. مؤرشف من الأصل في 2022-01-24. اطلع عليه بتاريخ 2021-10-08.
35. ↑  McWilliams، Brian. "Swollen Orders Show Spam's Allure". Wired. مؤرشف من الأصل في 2021-10-22. اطلع عليه بتاريخ 2021-10-08.
36. ↑  "More Vietnamese men using silicone to enlarge their penises". Thanh Nien News. 31 أغسطس 2013. مؤرشف من الأصل في 2022-05-09. اطلع عليه بتاريخ 2014-07-14.
37. ↑  "Should Christian men use penis enlargement pills? 2022" (بالإنجليزية الأمريكية). 13 Sep 2021. Archived from the original on 2022-06-10. Retrieved 2022-05-09.

### باللغة العربيَّة
1. ↑  "حكم استعمال أعشاب وأدوية لتكبير (القضيب)". إسلام ويب. 18 أغسطس 2008. مؤرشف من الأصل في 2022-06-09. اطلع عليه بتاريخ 2022-05-09.
2. 1 2  "حكم تكبير العضو الذكري بطريقة التدليك". الإسلام سؤال وجواب. 2 أبريل 2014. مؤرشف من الأصل في 2022-05-09. اطلع عليه بتاريخ 2022-05-09.
3. ↑  "حكم استعمال دواء أو جهاز لتكبير القضيب". الإسلام سؤال وجواب. 31 مايو 2007. مؤرشف من الأصل في 2022-05-09. اطلع عليه بتاريخ 2022-05-09.
4. 1 2  "تطويل العضو الذكري". الموسوعة الميسرة في فقه القضايا المعاصرة. 29 أبريل 2021. مؤرشف من الأصل في 2022-05-18. اطلع عليه بتاريخ 2022-05-09.
5. ↑  الرفاعي، خالد عبد المنعم (4 ديسمبر 2015). "عمليات تكبير الذكر". طريق الإسلام. مؤرشف من الأصل في 2015-12-17. اطلع عليه بتاريخ 2022-05-09.
6. ↑  بن جولديكر (2015). العلم الزائف. ترجمة: محمد سعد طنطاوي. هنداوي. ص. 141. ISBN:9781527311015. مؤرشف من الأصل في 2022-05-17. اطلع عليه بتاريخ 2022-05-18.
7. ↑  فضل الله، محمد حسين (2009). الفتاوى الحديثة والمعاصرة: وفقا ًلرأي المرجع الديني سماحة آية الله العظمى السيد محمد حسين فضل الله. دار الصفوة للطباعة والنشر والتوزيع. ص. 123. مؤرشف من الأصل في 2022-06-09. اطلع عليه بتاريخ 2022-05-18.
8. ↑  معصر، عبد الله (2007). تقريب معجم مصطلحات الفقه المالكي. دار الكتب العلمية. ص. 46. ISBN:9782745156242. مؤرشف من الأصل في 2022-05-17. اطلع عليه بتاريخ 2022-05-18.